# Валиев, Мамед
Мамед Валиев (1911 год, Мервский уезд, Закаспийская область, Туркестанский край, Российская империя — дата смерти неизвестна, Байрам-Алийский район, Марыйская область, Туркменская ССР) — старший чабан каракулеводческого совхоза «Равнина» Министерства внешней торговли СССР, Байрам-Алийский район, Марыйская область, Туркменская ССР. Герой Социалистического Труда (1948).

## Биография
Родился в 1911 году в крестьянской семье в одном из сельских населённых пунктов Мервского уезда Закаспийской области.
Окончил начальную школу. Трудился в животноводстве. С 1932 года — чабан, старший чабан в каракулеводческом совхозе «Равнина» Байрам-Алинского района, директором которого был Павел Иванович Жданович.
В 1947 году бригада чабанов под руководством Мамеда Валиева содержала на начало года отару в 939 овцематок и получила 94,9 % каракульских смушек первых сортов от общего числа сданных смушек. Было сдано в среднем по 105 ягнят к отбивке на каждые 106 овцематок. Указом Президиума Верховного Совета СССР от 15 сентября 1948 года удостоен звания Героя Социалистического Труда за «получение в 1947 году высокой продуктивности животноводства при выполнении колхозом обязательных поставок сельскохозяйственных продуктов и плана развития животноводства по всем видам скота» с вручением ордена Ленина и золотой медали «Серп и Молот».
Этим же Указом званием Героя Социалистического Труда были также награждены директор совхоза «Равнина» Павел Иванович Жданович, зоотехник Семён Борисович Браславский, управляющий второй фермой Беки Мамедтачев, управляющий третьей фермой Нурберген Карабашев и чабаны Ораз Бабаев, Чары Бабаев, Кенес Биркулаков, Усербай Кульбатыров.
За выдающиеся трудовые достижения по итогам 1957 года был награждён в 1958 году орденом Трудового Красного Знамени.
Проживал в Байрам-Алийском районе (ныне — Байрамалинский этрап). Дата смерти не установлена.
Награды
- Герой Социалистического Труда
- Орден Ленина
- Орден Трудового Красного Знамени (05.06.1958)